# 雷日
雷日（法語：Rhèges，法語發音：[ʁɛʒ]）是法国奥布省的一个市镇，属于塞纳河畔诺让区。

## 地理
雷日（48°32'51"N, 3°59'50"E）面积14.8 平方千米，位于法国大東部大區奥布省，该省份为法国中北部省份，北起马恩省，西接塞纳-马恩省，西南至约讷省，东南至科多尔省，东临上马恩省。
与雷日接壤的市镇（或旧市镇、城区）包括：贝西、沙尔尼勒巴绍、德鲁圣玛丽、普朗西拉拜、普雷米耶尔费。

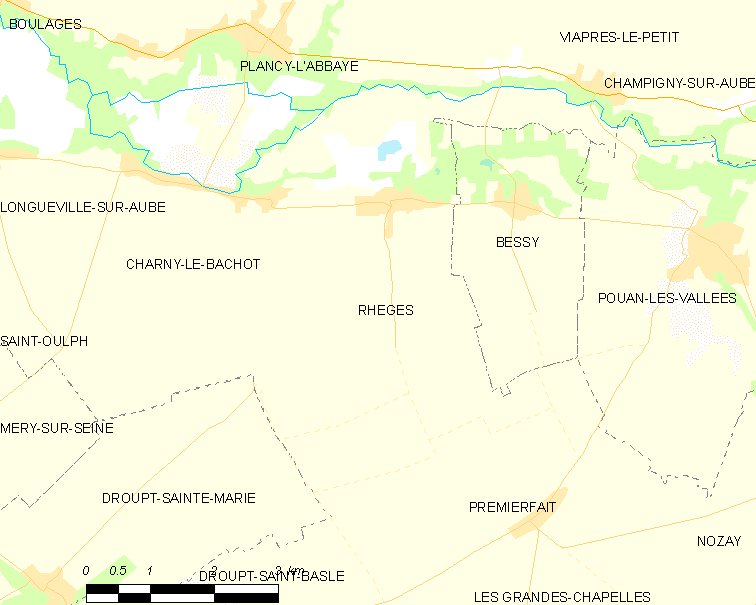
雷日的OSM定位图

雷日的时区为UTC+01:00、UTC+02:00（夏令时）。

## 行政
雷日的邮政编码为10170，INSEE市镇编码为10316。

## 政治
雷日所属的省级选区为特鲁瓦附近克勒内县。

## 人口

1962-2008年间雷日人口变化图示

雷日于2022年1月1日时的人口数量为208人。